# A4 (Gruppe)
Die {\displaystyle A_{4}} (alternierende Gruppe 4. Grades) ist eine bestimmte 12-elementige Gruppe, die im mathematischen Teilgebiet der Gruppentheorie untersucht wird. Sie steht in enger Beziehung zur symmetrischen Gruppe {\displaystyle S_{4}}, es handelt sich bei der {\displaystyle A_{4}} um die Untergruppe, die aus allen geraden Permutationen besteht. Geometrisch entsteht die {\displaystyle A_{4}} als Gruppe der Drehungen des regelmäßigen Tetraeders auf sich.

## Geometrische Einführung

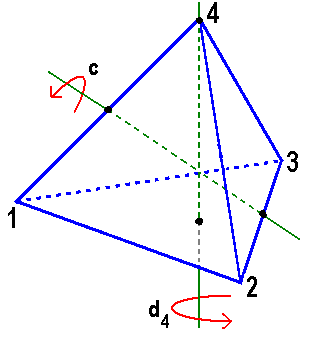
Die Drehungen und des Tetraeders

Betrachtet man die Drehungen, die ein regelmäßiges Tetraeder in sich selbst überführen, so findet man 12 Möglichkeiten:
- die Identität {\displaystyle e},
- drei Drehungen um 180° um Achsen, die durch die Mittelpunkte zweier gegenüberliegender Kanten verlaufen,
- vier Drehungen um 120° um Höhen des Tetraeders,
- vier Drehungen um 240° um Höhen des Tetraeders.

Spiegelungen werden hier nicht betrachtet. Für die Drehungen wählen wir die folgenden Bezeichnungen:
- {\displaystyle a} ist die Drehung um 180° um die Gerade, die durch die Mittelpunkte der Kanten 12 und 34 läuft (1,2,3 und 4 bezeichnen Tetraederecken wie in nebenstehender Zeichnung).
- {\displaystyle b} ist die Drehung um 180° um die Gerade, die durch die Mittelpunkte der Kanten 13 und 24 läuft.
- {\displaystyle c} ist die Drehung um 180° um die Gerade, die durch die Mittelpunkte der Kanten 14 und 23 läuft.
- {\displaystyle d_{i}} sei die Drehung um 120° um die durch die Ecke {\displaystyle i} verlaufende Höhe, und zwar im positiven Drehsinn (das heißt im Gegenuhrzeigersinn) von der durchstoßenen Ecke aus gesehen.
- {\displaystyle d_{i}^{2}} sei die Drehung um 240° um die durch die Ecke {\displaystyle i} verlaufende Höhe, ebenfalls mit dem oben angegebenen Drehsinn.

Diese Drehungen lassen sich durch Hintereinanderausführung kombinieren, wodurch man wieder eine Drehung aus obiger Liste erhält. Man schreibt einfach zwei Drehungen (oft ohne Verknüpfungszeichen, oder mit {\displaystyle \cdot } oder {\displaystyle \circ }) nebeneinander und meint damit, dass zuerst die rechtsstehende und dann die linksstehende Drehung auszuführen ist.
Die Schreibweise {\displaystyle d_{i}^{2}} macht bereits deutlich, dass die Drehung um 240° gleich der zweifachen Hintereinanderausführung der Drehung um 120° ist.
Man erhält auf diese Weise die 12-elementige Gruppe {\displaystyle A_{4}=\left\{e,a,b,c,d_{1},d_{1}^{2},d_{2},d_{2}^{2},d_{3},d_{3}^{2},d_{4},d_{4}^{2}\right\}} aller Drehungen des regelmäßigen Tetraeders auf sich.
Trägt man alle so gebildeten Verknüpfungen in eine Verknüpfungstafel ein, so erhält man
| \| {\displaystyle \,\cdot } \| {\displaystyle \,e} \| {\displaystyle \,a} \| {\displaystyle \,b} \| {\displaystyle \,c} \| {\displaystyle \,d_{1}} \| {\displaystyle \,d_{1}^{2}} \| {\displaystyle \,d_{2}} \| {\displaystyle \,d_{2}^{2}} \| {\displaystyle \,d_{3}} \| {\displaystyle \,d_{3}^{2}} \| {\displaystyle \,d_{4}} \| {\displaystyle \,d_{4}^{2}} \| \| --------------------------- \| --------------------------- \| --------------------------- \| --------------------------- \| --------------------------- \| --------------------------- \| --------------------------- \| --------------------------- \| --------------------------- \| --------------------------- \| --------------------------- \| --------------------------- \| --------------------------- \| \| {\displaystyle \,e} \| {\displaystyle \,e} \| {\displaystyle \,a} \| {\displaystyle \,b} \| {\displaystyle \,c} \| {\displaystyle \,d_{1}} \| {\displaystyle \,d_{1}^{2}} \| {\displaystyle \,d_{2}} \| {\displaystyle \,d_{2}^{2}} \| {\displaystyle \,d_{3}} \| {\displaystyle \,d_{3}^{2}} \| {\displaystyle \,d_{4}} \| {\displaystyle \,d_{4}^{2}} \| \| {\displaystyle \,a} \| {\displaystyle \,a} \| {\displaystyle \,e} \| {\displaystyle \,c} \| {\displaystyle \,b} \| {\displaystyle \,d_{4}} \| {\displaystyle \,d_{3}^{2}} \| {\displaystyle \,d_{3}} \| {\displaystyle \,d_{4}^{2}} \| {\displaystyle \,d_{2}} \| {\displaystyle \,d_{1}^{2}} \| {\displaystyle \,d_{1}} \| {\displaystyle \,d_{2}^{2}} \| \| {\displaystyle \,b} \| {\displaystyle \,b} \| {\displaystyle \,c} \| {\displaystyle \,e} \| {\displaystyle \,a} \| {\displaystyle \,d_{2}} \| {\displaystyle \,d_{4}^{2}} \| {\displaystyle \,d_{1}} \| {\displaystyle \,d_{3}^{2}} \| {\displaystyle \,d_{4}} \| {\displaystyle \,d_{2}^{2}} \| {\displaystyle \,d_{3}} \| {\displaystyle \,d_{1}^{2}} \| \| {\displaystyle \,c} \| {\displaystyle \,c} \| {\displaystyle \,b} \| {\displaystyle \,a} \| {\displaystyle \,e} \| {\displaystyle \,d_{3}} \| {\displaystyle \,d_{2}^{2}} \| {\displaystyle \,d_{4}} \| {\displaystyle \,d_{1}^{2}} \| {\displaystyle \,d_{1}} \| {\displaystyle \,d_{4}^{2}} \| {\displaystyle \,d_{2}} \| {\displaystyle \,d_{3}^{2}} \| \| {\displaystyle \,d_{1}} \| {\displaystyle \,d_{1}} \| {\displaystyle \,d_{3}} \| {\displaystyle \,d_{4}} \| {\displaystyle \,d_{2}} \| {\displaystyle \,d_{1}^{2}} \| {\displaystyle \,e} \| {\displaystyle \,d_{3}^{2}} \| {\displaystyle \,b} \| {\displaystyle \,d_{4}^{2}} \| {\displaystyle \,c} \| {\displaystyle \,d_{2}^{2}} \| {\displaystyle \,a} \| \| {\displaystyle \,d_{1}^{2}} \| {\displaystyle \,d_{1}^{2}} \| {\displaystyle \,d_{4}^{2}} \| {\displaystyle \,d_{2}^{2}} \| {\displaystyle \,d_{3}^{2}} \| {\displaystyle \,e} \| {\displaystyle \,d_{1}} \| {\displaystyle \,c} \| {\displaystyle \,d_{4}} \| {\displaystyle \,a} \| {\displaystyle \,d_{2}} \| {\displaystyle \,b} \| {\displaystyle \,d_{3}} \| \| {\displaystyle \,d_{2}} \| {\displaystyle \,d_{2}} \| {\displaystyle \,d_{4}} \| {\displaystyle \,d_{3}} \| {\displaystyle \,d_{1}} \| {\displaystyle \,d_{4}^{2}} \| {\displaystyle \,b} \| {\displaystyle \,d_{2}^{2}} \| {\displaystyle \,e} \| {\displaystyle \,d_{1}^{2}} \| {\displaystyle \,a} \| {\displaystyle \,d_{3}^{2}} \| {\displaystyle \,c} \| \| {\displaystyle \,d_{2}^{2}} \| {\displaystyle \,d_{2}^{2}} \| {\displaystyle \,d_{3}^{2}} \| {\displaystyle \,d_{1}^{2}} \| {\displaystyle \,d_{4}^{2}} \| {\displaystyle \,c} \| {\displaystyle \,d_{3}} \| {\displaystyle \,e} \| {\displaystyle \,d_{2}} \| {\displaystyle \,b} \| {\displaystyle \,d_{4}} \| {\displaystyle \,a} \| {\displaystyle \,d_{1}} \| \| {\displaystyle \,d_{3}} \| {\displaystyle \,d_{3}} \| {\displaystyle \,d_{1}} \| {\displaystyle \,d_{2}} \| {\displaystyle \,d_{4}} \| {\displaystyle \,d_{2}^{2}} \| {\displaystyle \,c} \| {\displaystyle \,d_{4}^{2}} \| {\displaystyle \,a} \| {\displaystyle \,d_{3}^{2}} \| {\displaystyle \,e} \| {\displaystyle \,d_{1}^{2}} \| {\displaystyle \,b} \| \| {\displaystyle \,d_{3}^{2}} \| {\displaystyle \,d_{3}^{2}} \| {\displaystyle \,d_{2}^{2}} \| {\displaystyle \,d_{4}^{2}} \| {\displaystyle \,d_{1}^{2}} \| {\displaystyle \,a} \| {\displaystyle \,d_{4}} \| {\displaystyle \,b} \| {\displaystyle \,d_{1}} \| {\displaystyle \,e} \| {\displaystyle \,d_{3}} \| {\displaystyle \,c} \| {\displaystyle \,d_{2}} \| \| {\displaystyle \,d_{4}} \| {\displaystyle \,d_{4}} \| {\displaystyle \,d_{2}} \| {\displaystyle \,d_{1}} \| {\displaystyle \,d_{3}} \| {\displaystyle \,d_{3}^{2}} \| {\displaystyle \,a} \| {\displaystyle \,d_{1}^{2}} \| {\displaystyle \,c} \| {\displaystyle \,d_{2}^{2}} \| {\displaystyle \,b} \| {\displaystyle \,d_{4}^{2}} \| {\displaystyle \,e} \| \| {\displaystyle \,d_{4}^{2}} \| {\displaystyle \,d_{4}^{2}} \| {\displaystyle \,d_{1}^{2}} \| {\displaystyle \,d_{3}^{2}} \| {\displaystyle \,d_{2}^{2}} \| {\displaystyle \,b} \| {\displaystyle \,d_{2}} \| {\displaystyle \,a} \| {\displaystyle \,d_{3}} \| {\displaystyle \,c} \| {\displaystyle \,d_{1}} \| {\displaystyle \,e} \| {\displaystyle \,d_{4}} \| |                             |                             |                             |                             |                             |                             |                             |                             |                             |                             |                             |                             |
| {\displaystyle \,\cdot } | {\displaystyle \,e}         | {\displaystyle \,a}         | {\displaystyle \,b}         | {\displaystyle \,c}         | {\displaystyle \,d_{1}}     | {\displaystyle \,d_{1}^{2}} | {\displaystyle \,d_{2}}     | {\displaystyle \,d_{2}^{2}} | {\displaystyle \,d_{3}}     | {\displaystyle \,d_{3}^{2}} | {\displaystyle \,d_{4}}     | {\displaystyle \,d_{4}^{2}} |
| {\displaystyle \,e} | {\displaystyle \,e}         | {\displaystyle \,a}         | {\displaystyle \,b}         | {\displaystyle \,c}         | {\displaystyle \,d_{1}}     | {\displaystyle \,d_{1}^{2}} | {\displaystyle \,d_{2}}     | {\displaystyle \,d_{2}^{2}} | {\displaystyle \,d_{3}}     | {\displaystyle \,d_{3}^{2}} | {\displaystyle \,d_{4}}     | {\displaystyle \,d_{4}^{2}} |
| {\displaystyle \,a} | {\displaystyle \,a}         | {\displaystyle \,e}         | {\displaystyle \,c}         | {\displaystyle \,b}         | {\displaystyle \,d_{4}}     | {\displaystyle \,d_{3}^{2}} | {\displaystyle \,d_{3}}     | {\displaystyle \,d_{4}^{2}} | {\displaystyle \,d_{2}}     | {\displaystyle \,d_{1}^{2}} | {\displaystyle \,d_{1}}     | {\displaystyle \,d_{2}^{2}} |
| {\displaystyle \,b} | {\displaystyle \,b}         | {\displaystyle \,c}         | {\displaystyle \,e}         | {\displaystyle \,a}         | {\displaystyle \,d_{2}}     | {\displaystyle \,d_{4}^{2}} | {\displaystyle \,d_{1}}     | {\displaystyle \,d_{3}^{2}} | {\displaystyle \,d_{4}}     | {\displaystyle \,d_{2}^{2}} | {\displaystyle \,d_{3}}     | {\displaystyle \,d_{1}^{2}} |
| {\displaystyle \,c} | {\displaystyle \,c}         | {\displaystyle \,b}         | {\displaystyle \,a}         | {\displaystyle \,e}         | {\displaystyle \,d_{3}}     | {\displaystyle \,d_{2}^{2}} | {\displaystyle \,d_{4}}     | {\displaystyle \,d_{1}^{2}} | {\displaystyle \,d_{1}}     | {\displaystyle \,d_{4}^{2}} | {\displaystyle \,d_{2}}     | {\displaystyle \,d_{3}^{2}} |
| {\displaystyle \,d_{1}} | {\displaystyle \,d_{1}}     | {\displaystyle \,d_{3}}     | {\displaystyle \,d_{4}}     | {\displaystyle \,d_{2}}     | {\displaystyle \,d_{1}^{2}} | {\displaystyle \,e}         | {\displaystyle \,d_{3}^{2}} | {\displaystyle \,b}         | {\displaystyle \,d_{4}^{2}} | {\displaystyle \,c}         | {\displaystyle \,d_{2}^{2}} | {\displaystyle \,a}         |
| {\displaystyle \,d_{1}^{2}} | {\displaystyle \,d_{1}^{2}} | {\displaystyle \,d_{4}^{2}} | {\displaystyle \,d_{2}^{2}} | {\displaystyle \,d_{3}^{2}} | {\displaystyle \,e}         | {\displaystyle \,d_{1}}     | {\displaystyle \,c}         | {\displaystyle \,d_{4}}     | {\displaystyle \,a}         | {\displaystyle \,d_{2}}     | {\displaystyle \,b}         | {\displaystyle \,d_{3}}     |
| {\displaystyle \,d_{2}} | {\displaystyle \,d_{2}}     | {\displaystyle \,d_{4}}     | {\displaystyle \,d_{3}}     | {\displaystyle \,d_{1}}     | {\displaystyle \,d_{4}^{2}} | {\displaystyle \,b}         | {\displaystyle \,d_{2}^{2}} | {\displaystyle \,e}         | {\displaystyle \,d_{1}^{2}} | {\displaystyle \,a}         | {\displaystyle \,d_{3}^{2}} | {\displaystyle \,c}         |
| {\displaystyle \,d_{2}^{2}} | {\displaystyle \,d_{2}^{2}} | {\displaystyle \,d_{3}^{2}} | {\displaystyle \,d_{1}^{2}} | {\displaystyle \,d_{4}^{2}} | {\displaystyle \,c}         | {\displaystyle \,d_{3}}     | {\displaystyle \,e}         | {\displaystyle \,d_{2}}     | {\displaystyle \,b}         | {\displaystyle \,d_{4}}     | {\displaystyle \,a}         | {\displaystyle \,d_{1}}     |
| {\displaystyle \,d_{3}} | {\displaystyle \,d_{3}}     | {\displaystyle \,d_{1}}     | {\displaystyle \,d_{2}}     | {\displaystyle \,d_{4}}     | {\displaystyle \,d_{2}^{2}} | {\displaystyle \,c}         | {\displaystyle \,d_{4}^{2}} | {\displaystyle \,a}         | {\displaystyle \,d_{3}^{2}} | {\displaystyle \,e}         | {\displaystyle \,d_{1}^{2}} | {\displaystyle \,b}         |
| {\displaystyle \,d_{3}^{2}} | {\displaystyle \,d_{3}^{2}} | {\displaystyle \,d_{2}^{2}} | {\displaystyle \,d_{4}^{2}} | {\displaystyle \,d_{1}^{2}} | {\displaystyle \,a}         | {\displaystyle \,d_{4}}     | {\displaystyle \,b}         | {\displaystyle \,d_{1}}     | {\displaystyle \,e}         | {\displaystyle \,d_{3}}     | {\displaystyle \,c}         | {\displaystyle \,d_{2}}     |
| {\displaystyle \,d_{4}} | {\displaystyle \,d_{4}}     | {\displaystyle \,d_{2}}     | {\displaystyle \,d_{1}}     | {\displaystyle \,d_{3}}     | {\displaystyle \,d_{3}^{2}} | {\displaystyle \,a}         | {\displaystyle \,d_{1}^{2}} | {\displaystyle \,c}         | {\displaystyle \,d_{2}^{2}} | {\displaystyle \,b}         | {\displaystyle \,d_{4}^{2}} | {\displaystyle \,e}         |
| {\displaystyle \,d_{4}^{2}} | {\displaystyle \,d_{4}^{2}} | {\displaystyle \,d_{1}^{2}} | {\displaystyle \,d_{3}^{2}} | {\displaystyle \,d_{2}^{2}} | {\displaystyle \,b}         | {\displaystyle \,d_{2}}     | {\displaystyle \,a}         | {\displaystyle \,d_{3}}     | {\displaystyle \,c}         | {\displaystyle \,d_{1}}     | {\displaystyle \,e}         | {\displaystyle \,d_{4}}     |

Die rechtsstehende Grafik zeigt die Verknüpfungstafel in Farbe. Solche Grafiken lassen manche Zusammenhänge besser erkennen, als das bei der Verwendung von Zahlen, Buchstaben oder Symbolen der Fall ist. Es sollte beachtet werden, dass für die Elemente einer Gruppe im Allgemeinen keine bestimmte Anordnung ausgezeichnet werden kann. Feste Regel ist aber, dass das Neutralelement das erste Element jeder Zeile und Spalte ist (linke obere Ecke). Diese farbige Verknüpfungstafel folgt der Reihenfolge der Elemente der linksstehenden Tabelle. Farbige Verknüpfungstafeln wie in der Grafik werden in der Online-Enzyklopädie zur Mathematik MathWorld verwendet, wie auch solche in Graustufen.

## Darstellung als Permutationsgruppe
Die oben beschriebenen Drehungen sind bereits dadurch festgelegt, wie die mit 1,2,3 und 4 bezeichneten Ecken aufeinander abgebildet werden. Jedes Element der {\displaystyle A_{4}} kann daher als Permutation der Menge {\displaystyle \{1,2,3,4\}} aufgefasst werden. Verwendet man die übliche Zweizeilenform und die Zyklenschreibweise, so erhält man:
Man sieht hier mit einem Blick, dass jedes Element der {\displaystyle A_{4}} als ein Produkt aus einer geraden Anzahl von Transpositionen (= Zweierpermutationen) geschrieben werden kann. Die zugehörigen Permutationen nennt man ebenfalls gerade, das heißt die {\displaystyle A_{4}} besteht genau aus den geraden Permutationen der Menge {\displaystyle \{1,2,3,4\}}.
Damit tritt die {\displaystyle A_{4}} als Kern der Signum-Abbildung: {\displaystyle S_{4}\rightarrow \{-1,1\}} auf, wobei {\displaystyle S_{4}} die symmetrische Gruppe vierten Grades ist.

## Eigenschaften

### Untergruppen

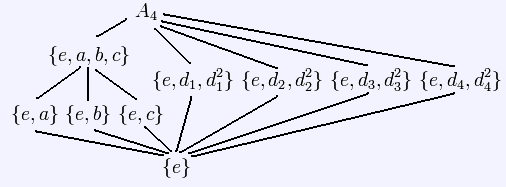
Die Untergruppen der

Sämtliche Untergruppen der {\displaystyle A_{4}} sind in nebenstehender Zeichnung angegeben.
{\displaystyle V:=\{e,a,b,c\}} ist zur Kleinschen Vierergruppe isomorph.
Gemäß dem Satz von Lagrange teilt die Ordnung einer jeden Untergruppe die Gruppenordnung, in diesem Falle 12.
Umgekehrt muss es aber nicht zu jedem Teiler der Gruppenordnung eine Untergruppe dieser Ordnung geben.
Die {\displaystyle A_{4}} ist ein Beispiel für dieses Phänomen, denn sie hat keine Untergruppe der Ordnung 6.

### Normalteiler, Auflösbarkeit
Die {\displaystyle A_{4}} ist nicht abelsch, denn
{\displaystyle d_{1}\cdot a\neq a\cdot d_{1}}
{\displaystyle A_{4}} ist aber auflösbar, wie die Reihe
{\displaystyle \{e\}\vartriangleleft \{e,a\}\vartriangleleft V\vartriangleleft A_{4}}
zeigt. Das Zeichen {\displaystyle \vartriangleleft }  bedeutet “ist Normalteiler in”.
{\displaystyle V} ist die Kommutatorgruppe von {\displaystyle A_{4}}, insbesondere also ein Normalteiler und es gilt {\displaystyle A_{4}/V\cong \mathbb {Z} /3\mathbb {Z} }
Die zwei- und dreielementigen Untergruppen sind keine Normalteiler.

### Semidirektes Produkt
Da {\displaystyle \left\{e,d_{1},d_{1}^{2}\right\}\cong \mathbb {Z} /3\mathbb {Z} } und {\displaystyle V} teilerfremde Gruppenordnungen haben, folgt aus dem Satz von Schur-Zassenhaus, dass die {\displaystyle A_{4}} zum semidirekten Produkt {\displaystyle V\times _{\theta }\mathbb {Z} /3\mathbb {Z} } isomorph ist, wobei  {\displaystyle \theta :\mathbb {Z} /3\mathbb {Z} \rightarrow \mathrm {Aut} (V)} die Restklasse {\displaystyle {\overline {1}}\in \mathbb {Z} /3\mathbb {Z} } auf den Automorphismus {\displaystyle V\rightarrow V,\,x\mapsto d_{1}xd_{1}^{-1}} abbildet.

### Erzeuger und Relationen
Man kann Gruppen auch dadurch beschreiben, dass man ein Erzeugendensystem und Relationen, die die Erzeuger erfüllen müssen, angibt. Erzeuger und Relationen notiert man, durch das Zeichen | getrennt, in spitzen Klammern. Die Gruppe ist dann die von den Erzeugern erzeugte freie Gruppe modulo dem von den Relationen erzeugten Normalteiler. In diesem Sinne ist:
{\displaystyle A_{4}=\left\langle \alpha ,\beta \mid \alpha ^{3},\beta ^{3},\left(\alpha \beta \right)^{2}\right\rangle }
Man sieht leicht, dass {\displaystyle \alpha =d_{1}} und {\displaystyle \beta =d_{2}^{2}} die Relationen erfüllen und dass {\displaystyle d_{1}} und {\displaystyle d_{2}^{2}} die gesamte Gruppe erzeugen, was für den Beweis aber noch nicht ausreicht.

### Charaktertafel
Die Charaktertafel der {\displaystyle A_{4}} sieht wie folgt aus:
| {\displaystyle A_{4}}     | {\displaystyle 1} | {\displaystyle 3}            | {\displaystyle 4}                                | {\displaystyle 4}                                |
|                           | {\displaystyle 1} | {\displaystyle (1,2)\,(3,4)} | {\displaystyle (1,2,3)}                          | {\displaystyle (1,3,2)}                          |
| ------------------------- | ----------------- | ---------------------------- | ------------------------------------------------ | ------------------------------------------------ |
| {\displaystyle \chi _{1}} | {\displaystyle 1} | {\displaystyle 1}            | {\displaystyle 1}                                | {\displaystyle 1}                                |
| {\displaystyle \chi _{2}} | {\displaystyle 1} | {\displaystyle 1}            | {\displaystyle \textstyle e^{\frac {2\pi i}{3}}} | {\displaystyle \textstyle e^{\frac {4\pi i}{3}}} |
| {\displaystyle \chi _{3}} | {\displaystyle 1} | {\displaystyle 1}            | {\displaystyle \textstyle e^{\frac {4\pi i}{3}}} | {\displaystyle \textstyle e^{\frac {2\pi i}{3}}} |
| {\displaystyle \chi _{4}} | {\displaystyle 3} | {\displaystyle -1}           | {\displaystyle 0}                                | {\displaystyle 0}                                |